# Metrobus (Isztambul)
Az isztambuli metrobus egy kötöttpályás buszrendszer kialakításával létrehozott tömegközlekedési rendszer Törökországban, mely 2007 szeptembere óta üzemel. Dél-amerikai megoldásokra hivatkozva az Embarq nevű cég 2004-ben kezdte a rendszert Isztambulnak ajánlani. Az első vonalat Avcılar–Topkapı között 2007 szeptemberében adták át, s mára a BRT (Bus rapid transit) vonalak között az egyik legforgalmasabbá vált.
Más, korábban kialakított kötöttpályás buszrendszerekhez hasonlóan az isztambuli Metrobus is zárt, önálló pályán halad, nagy kapacitású, sűrűn közlekedő járművekkel. A zárt pályakialakítás következtében az első vonalon a bevezetés előtti 67 perchez képest a menetidő 22 percre csökkent.
2008 szeptemberében a terveknek megfelelően meghosszabbították a vonalat északi irányba Topkapitól Zincirlikuyuig. Az új vonalszakasz hossza 10,5 km-rel, a megállók száma tízzel nőtt. Az új vonalszakasz következtében a napi utasforgalom mintegy 130 000 utassal növekedett naponta.
A sikeres bevezetés következtében új vonalak indítása, valamint a meglevő vonal kibővítése is megtörtént. Az első vonal további bővítésére 2009 februárjában került sor. A rendszer elérte a város ázsiai oldalát is, a vonalat egészen Söğütlüçeşméig meghosszabbították. 2012-re alakult ki a mai képe Gürpınarig meghosszabbítva.

## Járművek

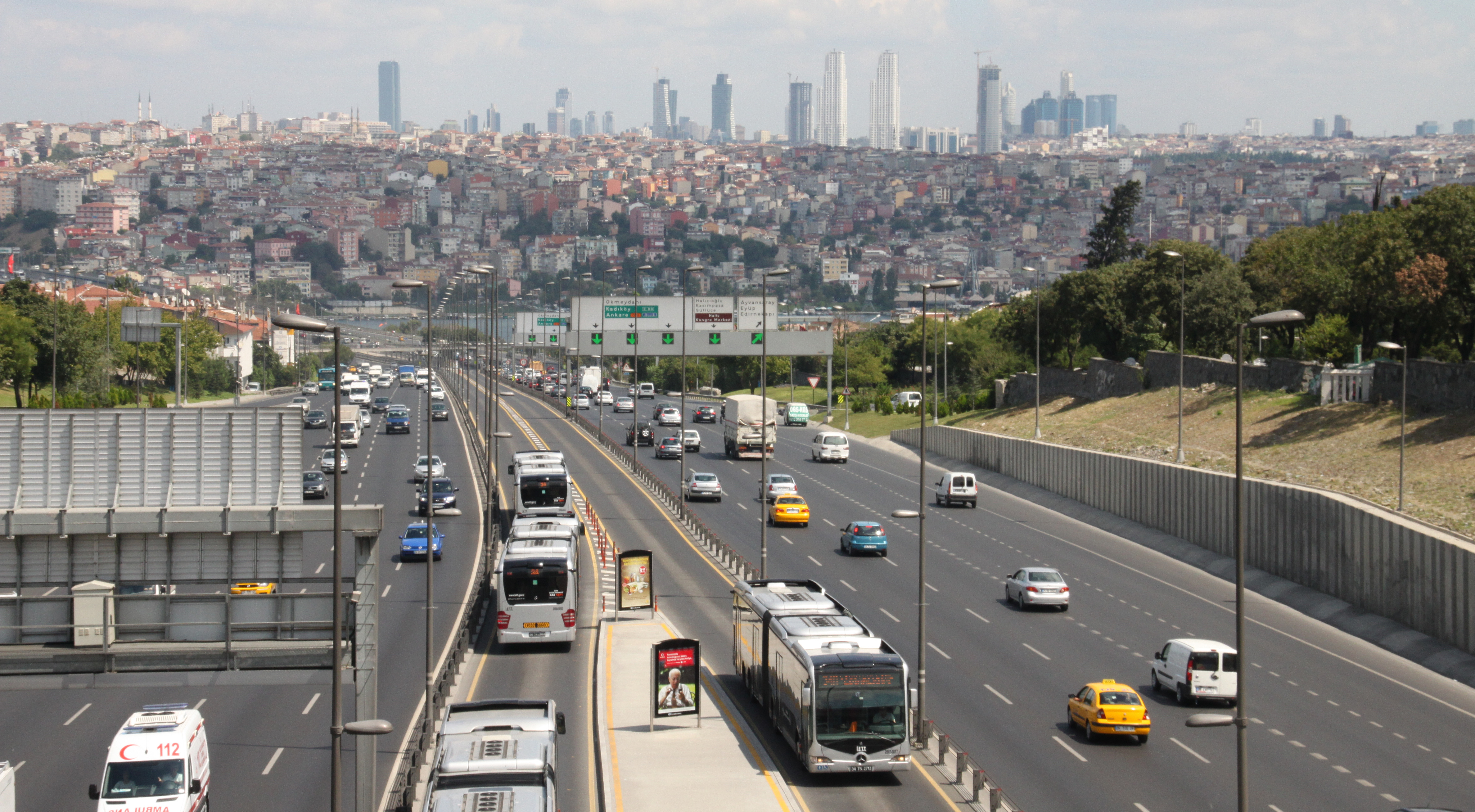
Mercedes-Benz CapaCity buszok a metrobus egyik megállójánál

A metrobus vonalain 18 méteres, csuklós Mercedes Citaro és 19,5 méteres, szintén csuklós Mercedes Citaro GL "CapaCity" típusú járművek közlekednek. A buszok 150 és 193 fő befogadására képesek. Ezek közül a CapaCity 4 míg a Citaro 3 tengelyes. A Mercedes buszok mellett Phileas típusú, hibrid (dízelmotor és elektromos áram) meghajtású, úgynevezett „gumikerekes villamosok” is közlekednek, melyeket a holland Advanced Public Transport System cég gyártott specifikusan Isztambul számára. Egy-egy ilyen „villamos-busz” 26 méter hosszú, 2,5 méter széles, 230 férőhelyes (52 ülő- és 178 állóhely) és 40%-kal kevesebb üzemanyagot fogyaszt, mint egy hagyományos autóbusz. Zajkibocsátása kevesebb, mint 75 decibel. A 85 km/h-s sebességre képes, a repülőgépeknél használt alapanyagokból készült járművekre a gyártó cég 20 év garanciát vállalt.

## Útvonala és járatai

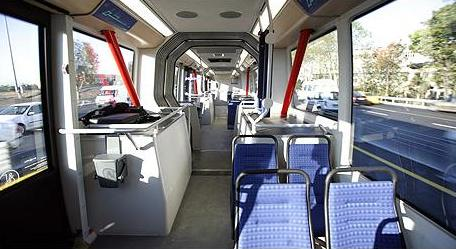
A metrobus-vonalon közlekedő Phileas típusú autóbusz belülről

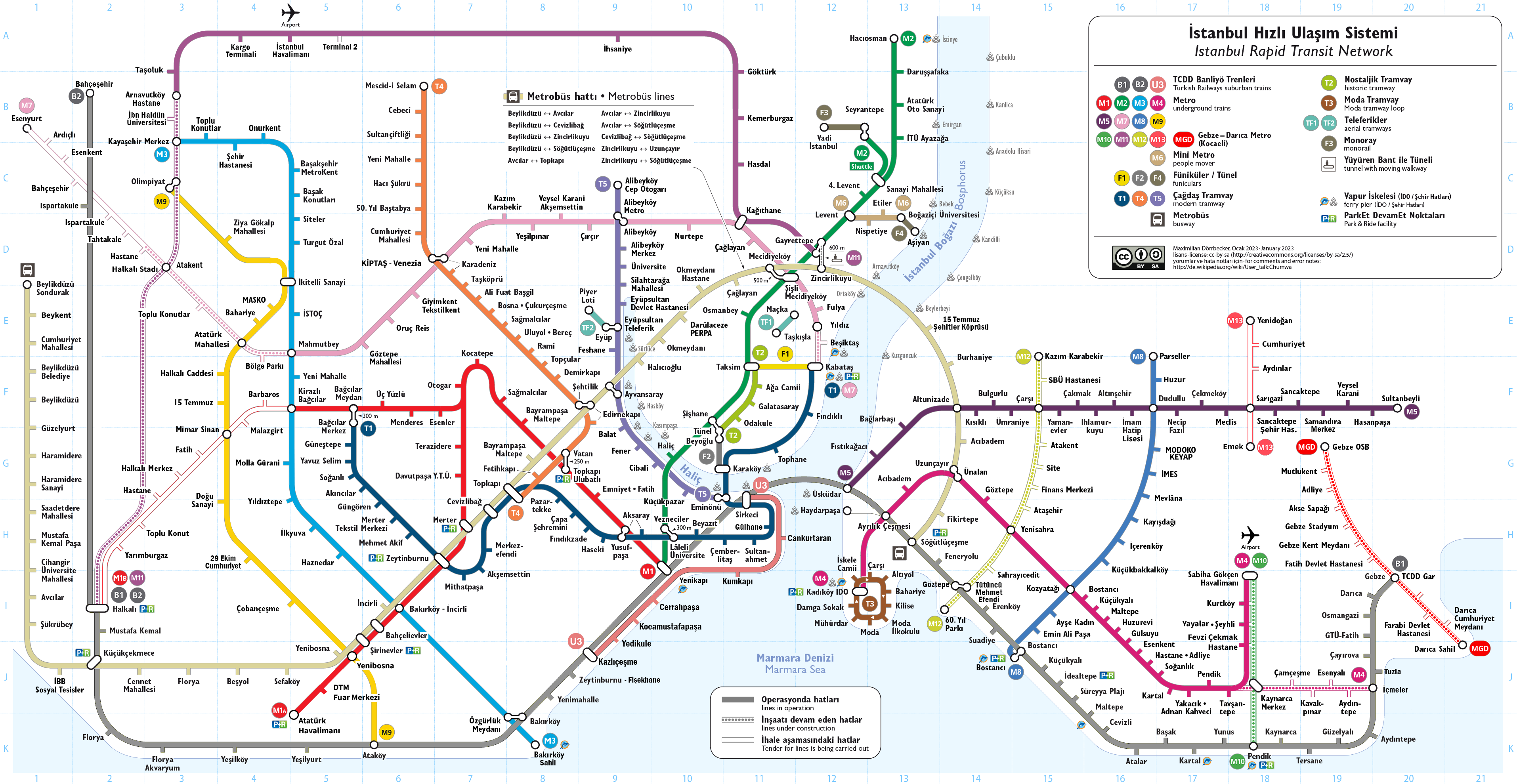
Az isztambuli tömegközlekedés leggyorsabb útvonalai

|                             |             |                     |
| Viszonylat                  | Hossza (km) | Megállók száma (db) |
| Avcılar – Zincirlikuyu      | 30          | 26                  |
| Avcılar – Söğütlüçeşme      | 42          | 33                  |
| Beylikdüzü – Cevizlibağ     | 29          | 26                  |
| Beylikdüzü – Zincirlikuyu   | 40          | 37                  |
| Beylikdüzü – Söğütlüçeşme   | 52          | 44                  |
| Zincirlikuyu – Söğütlüçeşme | 11,5        | 8                   |
| Forrás: İETT                |             |                     |